# NGC 45
NGC 45 est une galaxie spirale magellanique située dans la constellation de la Baleine. Elle a été découverte par l'astronome britannique John Herschel en 1835.

## Caractéristiques
Sa vitesse par rapport au fond diffus cosmologique est de 159 ± 22 km/s, ce qui correspond à une distance de Hubble de 2,34 ± 0,36 Mpc (∼7,63 millions d'al).
La classe de luminosité de NGC 45 est IV-V et elle présente une large raie HI.
En raison d'une brillance de surface égale à 14,85 mag/am2, on peut qualifier NGC 45 de galaxie à faible brillance de surface (LSB en anglais pour low surface brightness). Les galaxies LSB sont des galaxies diffuses (D) avec une brillance de surface inférieure de moins d'une magnitude à celle du ciel nocturne ambiant.
À ce jour, 23 mesures non basées sur le décalage vers le rouge (redshift) donnent une distance de 7,640 ± 2,430 Mpc (∼24,9 millions d'al), ce qui est à l'extérieur des valeurs de la distance de Hubble. Cependant, vu la faible vitesse radiale de cette galaxie, ces mesures sont sans doute plus près de la réalité que la distance de Hubble qui placerait NGC 59 à l'intérieur du Groupe local de galaxies. 

## Morphologie
NGC 45 a été utilisée par Gérard de Vaucouleurs comme une galaxie de type morphologique SA(s)d dans son atlas des galaxies,.

## Groupe de NGC 45
NGC 45 est la galaxie la plus brillante d'un groupe de trois galaxies qui portent son nom. Les deux autres galaxies du groupe de NGC 45 sont NGC 24 et NGC 59.

## Galerie

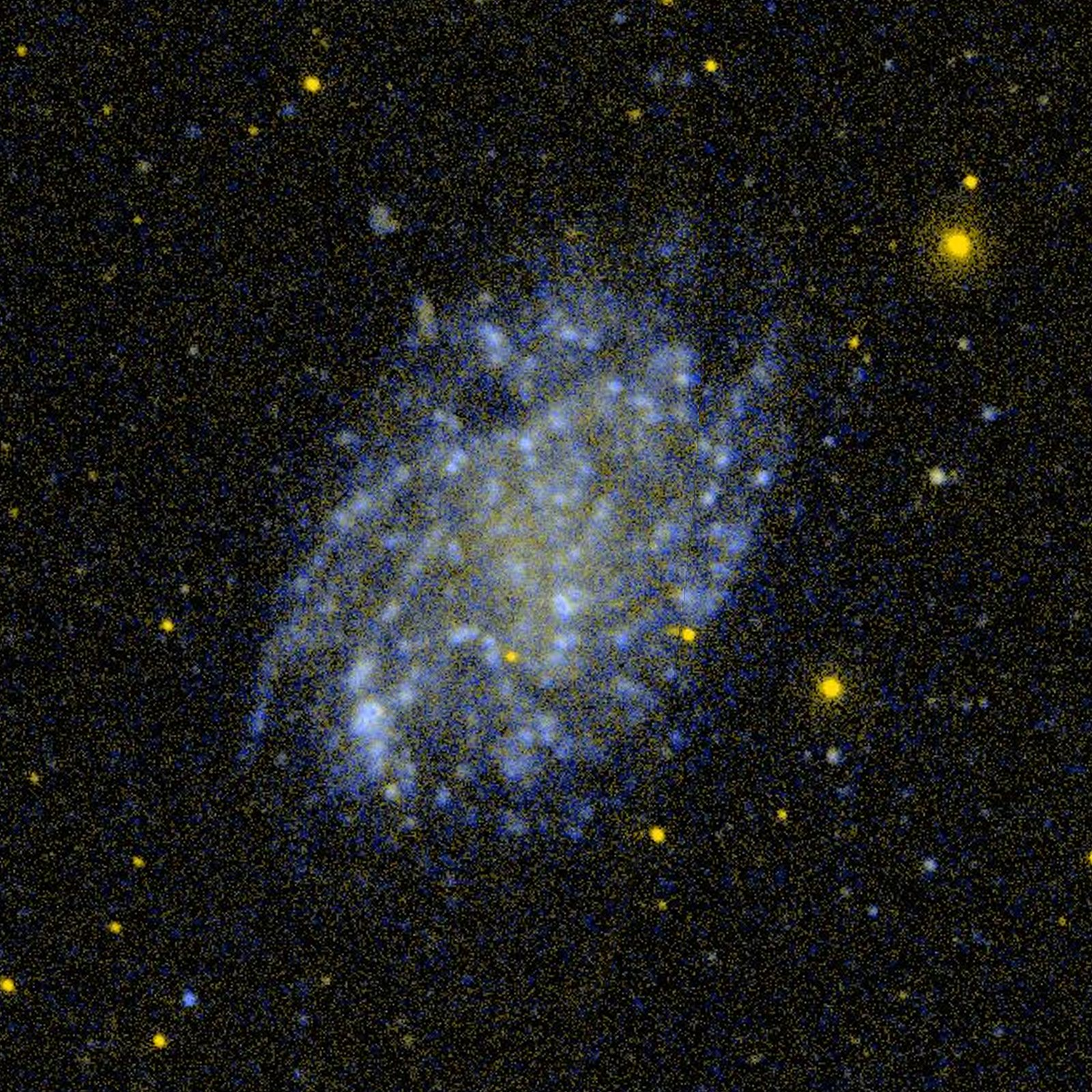
NGC 45 en ultraviolet par GALEX
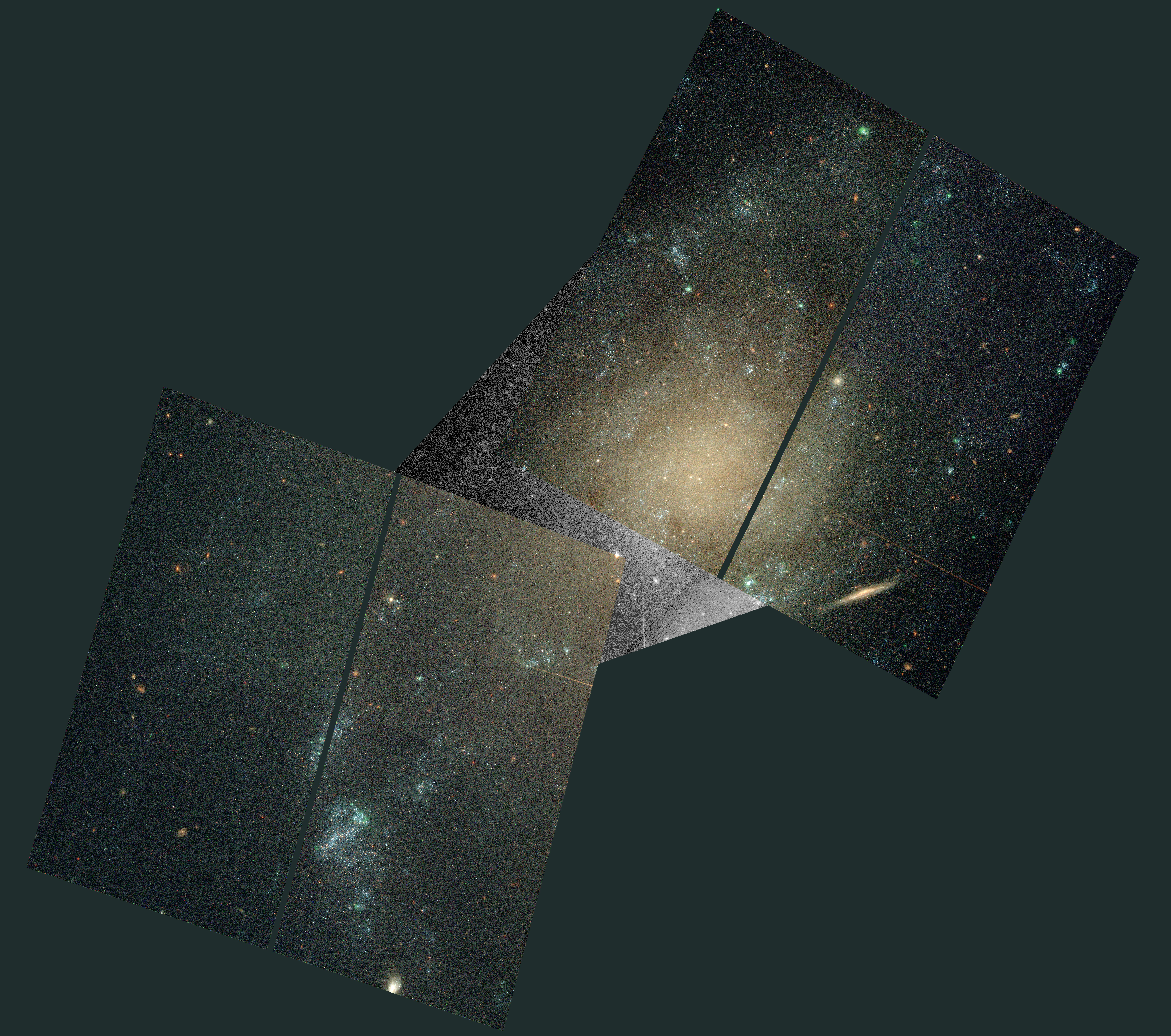
Télescope Hubble